# Czerdyń
Czerdyń – miasto w Rosji, w Kraju Permskim. W 2010 roku liczyło 4920 mieszkańców.